# Plava prepelica
Plava prepelica (lat. Excalfactoria adansonii; sin. Coturnix adansonii, sin. Synoicus adansonii) je vrsta ptice iz roda prepelica, porodice fazanki.
Rasprostranjena je od Sierra Leonea do Etiopije, na jugu do Zambije i istočno do Kenije. Selica je. Stanovnica je travnjaka i polja, obično živi blizu rijeka ili drugih voda u tropskim regijama. 

## Izgled
Duga je 14-16.5 centimetara. Raspon krila kod mužjaka je 78-82 milimetra, a kod ženki 80-84 milimetra. Mužjacima je rep dug 26-32 milimetra, a ženkama 29-31 milimetar. Teška je 43-44 grama. Dosta nalikuje kineskoj prepelici. Mužjak ima smeđu glavu, obraze i rubove glave. 

## Ponašanje
Ima brz i direktan let. Nije teritorijalna i smatra se djelomično selicom. Ova prepelica hrani se brojnim vrstama trava i sjemenkama, orašastim plodovima, zelenom vegetacijom, kukcima i malim kopnenim mekušcima. Česta joj je navika debljanje nakon obilnih obroka u pripremama za selidbu.
Sezona parenja pojavljuje se tijekom duljeg vremenskog perioda, ovisno o temperaturi i količini padalina. Na primjer, u Južnoj Africi sezona parenja traje od prosinca do travnja, dok je u Ugandi od svibnja do srpnja. Gnijezdo je načinjeno od trave i nalazi se u udubinama u tlu. Broj jaja  u gnijezdu varira od šest do devet. Jaja su maslinasto-zelene ili blijedo žućkasto-smeđe boje i nemaju nikakvih pjegica na sebi. Duga su 24-9 milimetara, a široka 19-21 milimetar, dok su teška 4.5 grama. Inkubacija traje najčešće 16 dana.